# Coupe des clubs champions européens de handball 1984-1985
Navigation
Coupe des clubs champions 1983-1984 Coupe des clubs champions 1985-1986
La saison 1984-1985 de la Coupe des clubs champions européens masculine de handball met aux prises 24 équipes européennes. Il s’agit de la 25e édition de la compétition organisée par l'Fédération internationale de handball.
Le vainqueur est le club yougoslave du Metaloplastika Šabac qui remporte le sacre européen pour la première fois aux dépens du club espagnol de l'Atlético de Madrid.

## Participants
| Tour préliminaire | Tour préliminaire | Tour préliminaire | Tour préliminaire | Tour préliminaire | Tour préliminaire | Tour préliminaire | Tour préliminaire | Tour préliminaire | Tour préliminaire | Tour préliminaire | Tour préliminaire | Tour préliminaire | Tour préliminaire | Tour préliminaire | Tour préliminaire | Tour préliminaire | Tour préliminaire | Tour préliminaire | Tour préliminaire | Tour préliminaire | Tour préliminaire | Tour préliminaire | Tour préliminaire | Tour préliminaire | Tour préliminaire | Tour préliminaire | Tour préliminaire | Tour préliminaire | Tour préliminaire |
| --- | --- | --- | --- | --- | --- | --- | --- | --- | --- | --- | --- | --- | --- | --- | --- | --- | --- | --- | --- | --- | --- | --- | --- | --- | --- | --- | --- | --- | --- |
| - SC Magdebourg : Champion d'Allemagne de l'est - ATSE Waagner Biro Graz : Champion d'Autriche - Initia HC Hasselt : Champion de Belgique 1984 - CSKA Sofia : Champion de Bulgarie - Atlético de Madrid : Champion d'Espagne - BK-46 Karis : Champion de Finlande - SMUC Marseille : Champion de France 1984 - HB Liverpool : Champion de Grande-Bretagne - Ionikós de Néa Filadélfia : Champion de Grèce - FH Hafnarfjörður : Champion d'Islande | - SC Magdebourg : Champion d'Allemagne de l'est - ATSE Waagner Biro Graz : Champion d'Autriche - Initia HC Hasselt : Champion de Belgique 1984 - CSKA Sofia : Champion de Bulgarie - Atlético de Madrid : Champion d'Espagne - BK-46 Karis : Champion de Finlande - SMUC Marseille : Champion de France 1984 - HB Liverpool : Champion de Grande-Bretagne - Ionikós de Néa Filadélfia : Champion de Grèce - FH Hafnarfjörður : Champion d'Islande | - SC Magdebourg : Champion d'Allemagne de l'est - ATSE Waagner Biro Graz : Champion d'Autriche - Initia HC Hasselt : Champion de Belgique 1984 - CSKA Sofia : Champion de Bulgarie - Atlético de Madrid : Champion d'Espagne - BK-46 Karis : Champion de Finlande - SMUC Marseille : Champion de France 1984 - HB Liverpool : Champion de Grande-Bretagne - Ionikós de Néa Filadélfia : Champion de Grèce - FH Hafnarfjörður : Champion d'Islande | - SC Magdebourg : Champion d'Allemagne de l'est - ATSE Waagner Biro Graz : Champion d'Autriche - Initia HC Hasselt : Champion de Belgique 1984 - CSKA Sofia : Champion de Bulgarie - Atlético de Madrid : Champion d'Espagne - BK-46 Karis : Champion de Finlande - SMUC Marseille : Champion de France 1984 - HB Liverpool : Champion de Grande-Bretagne - Ionikós de Néa Filadélfia : Champion de Grèce - FH Hafnarfjörður : Champion d'Islande | - SC Magdebourg : Champion d'Allemagne de l'est - ATSE Waagner Biro Graz : Champion d'Autriche - Initia HC Hasselt : Champion de Belgique 1984 - CSKA Sofia : Champion de Bulgarie - Atlético de Madrid : Champion d'Espagne - BK-46 Karis : Champion de Finlande - SMUC Marseille : Champion de France 1984 - HB Liverpool : Champion de Grande-Bretagne - Ionikós de Néa Filadélfia : Champion de Grèce - FH Hafnarfjörður : Champion d'Islande | - SC Magdebourg : Champion d'Allemagne de l'est - ATSE Waagner Biro Graz : Champion d'Autriche - Initia HC Hasselt : Champion de Belgique 1984 - CSKA Sofia : Champion de Bulgarie - Atlético de Madrid : Champion d'Espagne - BK-46 Karis : Champion de Finlande - SMUC Marseille : Champion de France 1984 - HB Liverpool : Champion de Grande-Bretagne - Ionikós de Néa Filadélfia : Champion de Grèce - FH Hafnarfjörður : Champion d'Islande | - SC Magdebourg : Champion d'Allemagne de l'est - ATSE Waagner Biro Graz : Champion d'Autriche - Initia HC Hasselt : Champion de Belgique 1984 - CSKA Sofia : Champion de Bulgarie - Atlético de Madrid : Champion d'Espagne - BK-46 Karis : Champion de Finlande - SMUC Marseille : Champion de France 1984 - HB Liverpool : Champion de Grande-Bretagne - Ionikós de Néa Filadélfia : Champion de Grèce - FH Hafnarfjörður : Champion d'Islande | - SC Magdebourg : Champion d'Allemagne de l'est - ATSE Waagner Biro Graz : Champion d'Autriche - Initia HC Hasselt : Champion de Belgique 1984 - CSKA Sofia : Champion de Bulgarie - Atlético de Madrid : Champion d'Espagne - BK-46 Karis : Champion de Finlande - SMUC Marseille : Champion de France 1984 - HB Liverpool : Champion de Grande-Bretagne - Ionikós de Néa Filadélfia : Champion de Grèce - FH Hafnarfjörður : Champion d'Islande | - SC Magdebourg : Champion d'Allemagne de l'est - ATSE Waagner Biro Graz : Champion d'Autriche - Initia HC Hasselt : Champion de Belgique 1984 - CSKA Sofia : Champion de Bulgarie - Atlético de Madrid : Champion d'Espagne - BK-46 Karis : Champion de Finlande - SMUC Marseille : Champion de France 1984 - HB Liverpool : Champion de Grande-Bretagne - Ionikós de Néa Filadélfia : Champion de Grèce - FH Hafnarfjörður : Champion d'Islande | - SC Magdebourg : Champion d'Allemagne de l'est - ATSE Waagner Biro Graz : Champion d'Autriche - Initia HC Hasselt : Champion de Belgique 1984 - CSKA Sofia : Champion de Bulgarie - Atlético de Madrid : Champion d'Espagne - BK-46 Karis : Champion de Finlande - SMUC Marseille : Champion de France 1984 - HB Liverpool : Champion de Grande-Bretagne - Ionikós de Néa Filadélfia : Champion de Grèce - FH Hafnarfjörður : Champion d'Islande | - SC Magdebourg : Champion d'Allemagne de l'est - ATSE Waagner Biro Graz : Champion d'Autriche - Initia HC Hasselt : Champion de Belgique 1984 - CSKA Sofia : Champion de Bulgarie - Atlético de Madrid : Champion d'Espagne - BK-46 Karis : Champion de Finlande - SMUC Marseille : Champion de France 1984 - HB Liverpool : Champion de Grande-Bretagne - Ionikós de Néa Filadélfia : Champion de Grèce - FH Hafnarfjörður : Champion d'Islande | - SC Magdebourg : Champion d'Allemagne de l'est - ATSE Waagner Biro Graz : Champion d'Autriche - Initia HC Hasselt : Champion de Belgique 1984 - CSKA Sofia : Champion de Bulgarie - Atlético de Madrid : Champion d'Espagne - BK-46 Karis : Champion de Finlande - SMUC Marseille : Champion de France 1984 - HB Liverpool : Champion de Grande-Bretagne - Ionikós de Néa Filadélfia : Champion de Grèce - FH Hafnarfjörður : Champion d'Islande | - SC Magdebourg : Champion d'Allemagne de l'est - ATSE Waagner Biro Graz : Champion d'Autriche - Initia HC Hasselt : Champion de Belgique 1984 - CSKA Sofia : Champion de Bulgarie - Atlético de Madrid : Champion d'Espagne - BK-46 Karis : Champion de Finlande - SMUC Marseille : Champion de France 1984 - HB Liverpool : Champion de Grande-Bretagne - Ionikós de Néa Filadélfia : Champion de Grèce - FH Hafnarfjörður : Champion d'Islande | - SC Magdebourg : Champion d'Allemagne de l'est - ATSE Waagner Biro Graz : Champion d'Autriche - Initia HC Hasselt : Champion de Belgique 1984 - CSKA Sofia : Champion de Bulgarie - Atlético de Madrid : Champion d'Espagne - BK-46 Karis : Champion de Finlande - SMUC Marseille : Champion de France 1984 - HB Liverpool : Champion de Grande-Bretagne - Ionikós de Néa Filadélfia : Champion de Grèce - FH Hafnarfjörður : Champion d'Islande | - SC Magdebourg : Champion d'Allemagne de l'est - ATSE Waagner Biro Graz : Champion d'Autriche - Initia HC Hasselt : Champion de Belgique 1984 - CSKA Sofia : Champion de Bulgarie - Atlético de Madrid : Champion d'Espagne - BK-46 Karis : Champion de Finlande - SMUC Marseille : Champion de France 1984 - HB Liverpool : Champion de Grande-Bretagne - Ionikós de Néa Filadélfia : Champion de Grèce - FH Hafnarfjörður : Champion d'Islande | - Hapoël Rehovot : Champion d'Israël - Handball Scafati : Champion d'Italie - HB Dudelange : Champion du Luxembourg - Kolbotn IL Oslo : Champion de Norvège - Herschi Geleen : Champion des Pays-Bas - Steaua Bucarest : Champion de Roumanie - RTV 1879 Bâle : Champion de Suisse - TJ Škoda Plzeň : Vice-Champion de Tchécoslovaquie - İstanbul Yenişehir : Champion de Turquie - SKA Minsk : Champion d'URSS | - Hapoël Rehovot : Champion d'Israël - Handball Scafati : Champion d'Italie - HB Dudelange : Champion du Luxembourg - Kolbotn IL Oslo : Champion de Norvège - Herschi Geleen : Champion des Pays-Bas - Steaua Bucarest : Champion de Roumanie - RTV 1879 Bâle : Champion de Suisse - TJ Škoda Plzeň : Vice-Champion de Tchécoslovaquie - İstanbul Yenişehir : Champion de Turquie - SKA Minsk : Champion d'URSS | - Hapoël Rehovot : Champion d'Israël - Handball Scafati : Champion d'Italie - HB Dudelange : Champion du Luxembourg - Kolbotn IL Oslo : Champion de Norvège - Herschi Geleen : Champion des Pays-Bas - Steaua Bucarest : Champion de Roumanie - RTV 1879 Bâle : Champion de Suisse - TJ Škoda Plzeň : Vice-Champion de Tchécoslovaquie - İstanbul Yenişehir : Champion de Turquie - SKA Minsk : Champion d'URSS | - Hapoël Rehovot : Champion d'Israël - Handball Scafati : Champion d'Italie - HB Dudelange : Champion du Luxembourg - Kolbotn IL Oslo : Champion de Norvège - Herschi Geleen : Champion des Pays-Bas - Steaua Bucarest : Champion de Roumanie - RTV 1879 Bâle : Champion de Suisse - TJ Škoda Plzeň : Vice-Champion de Tchécoslovaquie - İstanbul Yenişehir : Champion de Turquie - SKA Minsk : Champion d'URSS | - Hapoël Rehovot : Champion d'Israël - Handball Scafati : Champion d'Italie - HB Dudelange : Champion du Luxembourg - Kolbotn IL Oslo : Champion de Norvège - Herschi Geleen : Champion des Pays-Bas - Steaua Bucarest : Champion de Roumanie - RTV 1879 Bâle : Champion de Suisse - TJ Škoda Plzeň : Vice-Champion de Tchécoslovaquie - İstanbul Yenişehir : Champion de Turquie - SKA Minsk : Champion d'URSS | - Hapoël Rehovot : Champion d'Israël - Handball Scafati : Champion d'Italie - HB Dudelange : Champion du Luxembourg - Kolbotn IL Oslo : Champion de Norvège - Herschi Geleen : Champion des Pays-Bas - Steaua Bucarest : Champion de Roumanie - RTV 1879 Bâle : Champion de Suisse - TJ Škoda Plzeň : Vice-Champion de Tchécoslovaquie - İstanbul Yenişehir : Champion de Turquie - SKA Minsk : Champion d'URSS | - Hapoël Rehovot : Champion d'Israël - Handball Scafati : Champion d'Italie - HB Dudelange : Champion du Luxembourg - Kolbotn IL Oslo : Champion de Norvège - Herschi Geleen : Champion des Pays-Bas - Steaua Bucarest : Champion de Roumanie - RTV 1879 Bâle : Champion de Suisse - TJ Škoda Plzeň : Vice-Champion de Tchécoslovaquie - İstanbul Yenişehir : Champion de Turquie - SKA Minsk : Champion d'URSS | - Hapoël Rehovot : Champion d'Israël - Handball Scafati : Champion d'Italie - HB Dudelange : Champion du Luxembourg - Kolbotn IL Oslo : Champion de Norvège - Herschi Geleen : Champion des Pays-Bas - Steaua Bucarest : Champion de Roumanie - RTV 1879 Bâle : Champion de Suisse - TJ Škoda Plzeň : Vice-Champion de Tchécoslovaquie - İstanbul Yenişehir : Champion de Turquie - SKA Minsk : Champion d'URSS | - Hapoël Rehovot : Champion d'Israël - Handball Scafati : Champion d'Italie - HB Dudelange : Champion du Luxembourg - Kolbotn IL Oslo : Champion de Norvège - Herschi Geleen : Champion des Pays-Bas - Steaua Bucarest : Champion de Roumanie - RTV 1879 Bâle : Champion de Suisse - TJ Škoda Plzeň : Vice-Champion de Tchécoslovaquie - İstanbul Yenişehir : Champion de Turquie - SKA Minsk : Champion d'URSS | - Hapoël Rehovot : Champion d'Israël - Handball Scafati : Champion d'Italie - HB Dudelange : Champion du Luxembourg - Kolbotn IL Oslo : Champion de Norvège - Herschi Geleen : Champion des Pays-Bas - Steaua Bucarest : Champion de Roumanie - RTV 1879 Bâle : Champion de Suisse - TJ Škoda Plzeň : Vice-Champion de Tchécoslovaquie - İstanbul Yenişehir : Champion de Turquie - SKA Minsk : Champion d'URSS | - Hapoël Rehovot : Champion d'Israël - Handball Scafati : Champion d'Italie - HB Dudelange : Champion du Luxembourg - Kolbotn IL Oslo : Champion de Norvège - Herschi Geleen : Champion des Pays-Bas - Steaua Bucarest : Champion de Roumanie - RTV 1879 Bâle : Champion de Suisse - TJ Škoda Plzeň : Vice-Champion de Tchécoslovaquie - İstanbul Yenişehir : Champion de Turquie - SKA Minsk : Champion d'URSS | - Hapoël Rehovot : Champion d'Israël - Handball Scafati : Champion d'Italie - HB Dudelange : Champion du Luxembourg - Kolbotn IL Oslo : Champion de Norvège - Herschi Geleen : Champion des Pays-Bas - Steaua Bucarest : Champion de Roumanie - RTV 1879 Bâle : Champion de Suisse - TJ Škoda Plzeň : Vice-Champion de Tchécoslovaquie - İstanbul Yenişehir : Champion de Turquie - SKA Minsk : Champion d'URSS | - Hapoël Rehovot : Champion d'Israël - Handball Scafati : Champion d'Italie - HB Dudelange : Champion du Luxembourg - Kolbotn IL Oslo : Champion de Norvège - Herschi Geleen : Champion des Pays-Bas - Steaua Bucarest : Champion de Roumanie - RTV 1879 Bâle : Champion de Suisse - TJ Škoda Plzeň : Vice-Champion de Tchécoslovaquie - İstanbul Yenişehir : Champion de Turquie - SKA Minsk : Champion d'URSS | - Hapoël Rehovot : Champion d'Israël - Handball Scafati : Champion d'Italie - HB Dudelange : Champion du Luxembourg - Kolbotn IL Oslo : Champion de Norvège - Herschi Geleen : Champion des Pays-Bas - Steaua Bucarest : Champion de Roumanie - RTV 1879 Bâle : Champion de Suisse - TJ Škoda Plzeň : Vice-Champion de Tchécoslovaquie - İstanbul Yenişehir : Champion de Turquie - SKA Minsk : Champion d'URSS | - Hapoël Rehovot : Champion d'Israël - Handball Scafati : Champion d'Italie - HB Dudelange : Champion du Luxembourg - Kolbotn IL Oslo : Champion de Norvège - Herschi Geleen : Champion des Pays-Bas - Steaua Bucarest : Champion de Roumanie - RTV 1879 Bâle : Champion de Suisse - TJ Škoda Plzeň : Vice-Champion de Tchécoslovaquie - İstanbul Yenişehir : Champion de Turquie - SKA Minsk : Champion d'URSS |
| Huitièmes de finale | | | | | | | | | | | | | | | | | | | | | | | | | | | | | |
| - Dukla Prague : tenant du titre - TV Großwallstadt : Champion d'Allemagne de l'ouest - Gladsaxe HG Copenhague : Champion du Danemark | - Dukla Prague : tenant du titre - TV Großwallstadt : Champion d'Allemagne de l'ouest - Gladsaxe HG Copenhague : Champion du Danemark | - Dukla Prague : tenant du titre - TV Großwallstadt : Champion d'Allemagne de l'ouest - Gladsaxe HG Copenhague : Champion du Danemark | - Dukla Prague : tenant du titre - TV Großwallstadt : Champion d'Allemagne de l'ouest - Gladsaxe HG Copenhague : Champion du Danemark | - Dukla Prague : tenant du titre - TV Großwallstadt : Champion d'Allemagne de l'ouest - Gladsaxe HG Copenhague : Champion du Danemark | - Dukla Prague : tenant du titre - TV Großwallstadt : Champion d'Allemagne de l'ouest - Gladsaxe HG Copenhague : Champion du Danemark | - Dukla Prague : tenant du titre - TV Großwallstadt : Champion d'Allemagne de l'ouest - Gladsaxe HG Copenhague : Champion du Danemark | - Dukla Prague : tenant du titre - TV Großwallstadt : Champion d'Allemagne de l'ouest - Gladsaxe HG Copenhague : Champion du Danemark | - Dukla Prague : tenant du titre - TV Großwallstadt : Champion d'Allemagne de l'ouest - Gladsaxe HG Copenhague : Champion du Danemark | - Dukla Prague : tenant du titre - TV Großwallstadt : Champion d'Allemagne de l'ouest - Gladsaxe HG Copenhague : Champion du Danemark | - Dukla Prague : tenant du titre - TV Großwallstadt : Champion d'Allemagne de l'ouest - Gladsaxe HG Copenhague : Champion du Danemark | - Dukla Prague : tenant du titre - TV Großwallstadt : Champion d'Allemagne de l'ouest - Gladsaxe HG Copenhague : Champion du Danemark | - Dukla Prague : tenant du titre - TV Großwallstadt : Champion d'Allemagne de l'ouest - Gladsaxe HG Copenhague : Champion du Danemark | - Dukla Prague : tenant du titre - TV Großwallstadt : Champion d'Allemagne de l'ouest - Gladsaxe HG Copenhague : Champion du Danemark | - Dukla Prague : tenant du titre - TV Großwallstadt : Champion d'Allemagne de l'ouest - Gladsaxe HG Copenhague : Champion du Danemark | - Budapest Honvéd : Champion de Hongrie - Wybrzeże Gdańsk : Champion de Pologne - Metaloplastika Šabac : Champion de Yougoslavie | - Budapest Honvéd : Champion de Hongrie - Wybrzeże Gdańsk : Champion de Pologne - Metaloplastika Šabac : Champion de Yougoslavie | - Budapest Honvéd : Champion de Hongrie - Wybrzeże Gdańsk : Champion de Pologne - Metaloplastika Šabac : Champion de Yougoslavie | - Budapest Honvéd : Champion de Hongrie - Wybrzeże Gdańsk : Champion de Pologne - Metaloplastika Šabac : Champion de Yougoslavie | - Budapest Honvéd : Champion de Hongrie - Wybrzeże Gdańsk : Champion de Pologne - Metaloplastika Šabac : Champion de Yougoslavie | - Budapest Honvéd : Champion de Hongrie - Wybrzeże Gdańsk : Champion de Pologne - Metaloplastika Šabac : Champion de Yougoslavie | - Budapest Honvéd : Champion de Hongrie - Wybrzeże Gdańsk : Champion de Pologne - Metaloplastika Šabac : Champion de Yougoslavie | - Budapest Honvéd : Champion de Hongrie - Wybrzeże Gdańsk : Champion de Pologne - Metaloplastika Šabac : Champion de Yougoslavie | - Budapest Honvéd : Champion de Hongrie - Wybrzeże Gdańsk : Champion de Pologne - Metaloplastika Šabac : Champion de Yougoslavie | - Budapest Honvéd : Champion de Hongrie - Wybrzeże Gdańsk : Champion de Pologne - Metaloplastika Šabac : Champion de Yougoslavie | - Budapest Honvéd : Champion de Hongrie - Wybrzeże Gdańsk : Champion de Pologne - Metaloplastika Šabac : Champion de Yougoslavie | - Budapest Honvéd : Champion de Hongrie - Wybrzeże Gdańsk : Champion de Pologne - Metaloplastika Šabac : Champion de Yougoslavie | - Budapest Honvéd : Champion de Hongrie - Wybrzeże Gdańsk : Champion de Pologne - Metaloplastika Šabac : Champion de Yougoslavie | - Budapest Honvéd : Champion de Hongrie - Wybrzeże Gdańsk : Champion de Pologne - Metaloplastika Šabac : Champion de Yougoslavie | - Budapest Honvéd : Champion de Hongrie - Wybrzeże Gdańsk : Champion de Pologne - Metaloplastika Šabac : Champion de Yougoslavie |

Remarque : à noter l'absence du Vestmanna IF (Champion des îles Féroé) et du Sporting Portugal (Champion du Portugal).

## Tour préliminaire
Les résultats du tour préliminaire sont :
| Équipe                 | Aller   | Total   | Retour  | Équipe                    |
| ---------------------- | ------- | ------- | ------- | ------------------------- |
| TJ Škoda Plzeň         | 16 – 13 | 28 – 27 | 12 – 14 | Initia HC Hasselt         |
| Steaua Bucarest        | 36 – 25 | 66 – 41 | 30 – 16 | Ionikós de Néa Filadélfia |
| SKA Minsk              | 40 – 22 | 77 – 50 | 37 – 28 | BK-46 Karis               |
| FH Hafnarfjörður       | 34 – 16 | 73 – 47 | 39 – 31 | Kolbotn IL Oslo           |
| Herschi Geleen         | 23 – 10 | 53 – 19 | 30 – 9  | HB Liverpool              |
| SMUC Marseille         | 24 – 16 | 45 – 43 | 21 – 27 | Handball Scafati          |
| CSKA Sofia             | 30 – 20 | 55 – 48 | 25 – 18 | İstanbul Yenişehir        |
| HB Dudelange           | 13 – 16 | 22 – 38 | 9 – 22  | RTV 1879 Bâle             |
| ATSE Waagner Biro Graz | 19 – 28 | 38 – 57 | 19 – 27 | SC Magdebourg             |
| Hapoël Rehovot         | 12 – 17 | 24 – 38 | 12 – 21 | Atlético de Madrid        |

Concernant le Stade Marseillais UC, les résultats sont :
- Match aller : Stade Marseillais UC bat Pallamano Scafati : 24 -16 (16-8).
  - Stade Marseillais UC : Philippy (1), Gaffet (5), Brunet (2), Perchicot (1), Camboulives (6), Archier (2), Cicut (4), Monneron (3, dont 2 pen.).
  - Pallamano Scafati : Grimaldi (2), Čizmić (11, dont 6 pen.), Teofile (2), Cinagli (1).
- Match retour : Pallamano Scafati b. Stade Marseillais UC : 27-21 (15-10).
  - Pallamano Scafati : Čizmić (14, dont 7 pen.), Teofile (5), Langiano (4), Del Sorbo (3), Raffa (1).
  - Stade Marseillais UC : Gaffet (7, dont 2 pen.), Brunet (4), Csak (4), Camboulives (3), Cicut (2), Perchicot (1).

## Huitièmes de finale
Les résultats des huitièmes de finale sont :
| Équipe               | Aller   | Total   | Retour  | Équipe               |
| -------------------- | ------- | ------- | ------- | -------------------- |
| Wybrzeże Gdańsk      | 24 – 25 | 44 – 49 | 20 – 24 | Dukla Prague         |
| CSKA Sofia           | 17 – 12 | 31 – 38 | 14 – 26 | TV Großwallstadt     |
| SKA Minsk            | 24 – 26 | 48 – 50 | 22 – 22 | Steaua Bucarest      |
| RTV 1879 Bâle        | 18 – 25 | 38 – 45 | 20 – 20 | Gladsaxe Copenhague  |
| Metaloplastika Šabac | 36 – 18 | 44 – 37 | 28 – 26 | TJ Škoda Plzeň       |
| Budapest Honvéd      | 29 – 27 | 51 – 53 | 22 – 26 | FH Hafnarfjörður     |
| Atlético de Madrid   | 28 – 16 | 43 – 41 | 15 – 25 | SC Magdebourg        |
| Herschi Geleen       | 24 – 20 | 45 – 43 | 21 – 23 | Stade Marseillais UC |

Concernant le Stade Marseillais UC, les résultats sont :
- Match aller : Herschi Geleen bat Stade Marseillais UC 24-20 (11-9)
  - Herschi Geleen : Jacobs (2), Vlijm (5), Hamers  (7, dont 2 pen.). Louwers (7), Dormans (2), Kickken (1).
  - Stade Marseillais UC : Csak (7), Philippy (1), Gaffet (3, dont 1 pen.). Camboulives (2), Archier (1), Cicut (3), Monneron (3, dont 1 pen.). Entraîneur : Daniel Costantini.
- Match retour : Stade Marseillais UC bat Herschi Geleen 23-21 (10-10).
  - Stade Marseillais UC : Monneron (5, dont 2 pen.), Cicut (1), Gaffet (4, dont 1 pen.), Perchicot (4, dont 2 pen.). Camboulives (4), Brunet (3), Philippy (1), Csak (1). Entraîneur : Daniel Costantini.
  - Herschi Geleen : Willens (2), Hamers (8, dont 2 pen.), Jacobs (1), Louwers (3), Vlijm (4), Wanders (2), Hariger (1).

## Phase finale
| \| Prague Šabac Bucarest Großwallstadt Madrid Geleen Hafnarfjörður Copenhague \| Localisation des équipes en phase finale. |
| Prague Šabac Bucarest Großwallstadt Madrid Geleen Hafnarfjörður Copenhague                                                 |

|  | Quarts de finale       | Quarts de finale       | Quarts de finale   | Quarts de finale   |                      |                      | Demi-finales | Demi-finales | Demi-finales | Demi-finales |  |  | Finale | Finale | Finale | Finale |
|  |                        |                        |                    |                    |                      |                      |              |              |              |              |  |  |        |        |        |        |
|  |                        |                        |                    |                    |                      |                      |              |              |              |              |  |  |        |        |        |        |
|  |                        |                        |                    |                    |                      |                      |              |              |              |              |  |  |        |        |        |        |
|  | Metaloplastika Šabac   | Metaloplastika Šabac   | 24                 | 20                 |                      |                      |              |              |              |              |  |  |        |        |        |        |
|  | Metaloplastika Šabac   | Metaloplastika Šabac   | 24                 | 20                 |                      |                      |              |              |              |              |  |  |        |        |        |        |
|  | Steaua Bucarest        | Steaua Bucarest        | 19                 | 18                 |                      |                      |              |              |              |              |  |  |        |        |        |        |
|  | Steaua Bucarest        | Steaua Bucarest        | 19                 | 18                 | Metaloplastika Šabac | Metaloplastika Šabac | 32           | 30           |              |              |  |  |        |        |        |        |
|  |                        |                        |                    |                    | Metaloplastika Šabac | Metaloplastika Šabac | 32           | 30           |              |              |  |  |        |        |        |        |
|  |                        |                        | FH Hafnarfjörður   | FH Hafnarfjörður   | 17                   | 21                   |              |              |              |              |  |  |        |        |        |        |
|  | FH Hafnarfjörður       | FH Hafnarfjörður       | FH Hafnarfjörður   | FH Hafnarfjörður   | 17                   | 21                   | 24           | 24           |              |              |  |  |        |        |        |        |
|  | FH Hafnarfjörður       | FH Hafnarfjörður       |                    |                    |                      |                      |              | 24           |              |              |  |  |        |        |        |        |
|  | Herschi Geleen         | Herschi Geleen         | 16                 | 24                 |                      |                      |              |              |              |              |  |  |        |        |        |        |
|  | Herschi Geleen         | Herschi Geleen         | 16                 | 24                 | Metaloplastika Šabac | Metaloplastika Šabac | 19           | 30           |              |              |  |  |        |        |        |        |
|  |                        |                        |                    |                    | Metaloplastika Šabac | Metaloplastika Šabac | 19           | 30           |              |              |  |  |        |        |        |        |
|  |                        |                        | Atlético de Madrid | Atlético de Madrid | 12                   | 20                   |              |              |              |              |  |  |        |        |        |        |
|  | TV Großwallstadt       | TV Großwallstadt       | Atlético de Madrid | Atlético de Madrid | 12                   | 20                   | 23           | 15           |              |              |  |  |        |        |        |        |
|  | TV Großwallstadt       | TV Großwallstadt       |                    |                    |                      |                      |              |              |              |              |  |  |        |        |        |        |
|  | Dukla Prague           | Dukla Prague           | 21                 | 24                 |                      |                      |              |              |              |              |  |  |        |        |        |        |
|  | Dukla Prague           | Dukla Prague           | 21                 | 24                 | Atlético de Madrid   | Atlético de Madrid   | 16           | 17           |              |              |  |  |        |        |        |        |
|  |                        |                        |                    |                    | Atlético de Madrid   | Atlético de Madrid   | 16           | 17           |              |              |  |  |        |        |        |        |
|  |                        |                        | Dukla Prague       | Dukla Prague       | 14                   | 18                   |              |              |              |              |  |  |        |        |        |        |
|  | Gladsaxe HG Copenhague | Gladsaxe HG Copenhague | Dukla Prague       | Dukla Prague       | 14                   | 18                   | 11           | 11           |              |              |  |  |        |        |        |        |
|  | Gladsaxe HG Copenhague | Gladsaxe HG Copenhague |                    |                    |                      |                      |              | 11           |              |              |  |  |        |        |        |        |
|  | Atlético de Madrid     | Atlético de Madrid     | 27                 | 21                 |                      |                      |              |              |              |              |  |  |        |        |        |        |
|  | Atlético de Madrid     | Atlético de Madrid     | 27                 | 21                 |                      |                      |              |              |              |              |  |  |        |        |        |        |
|  |                        |                        |                    |                    |                      |                      |              |              |              |              |  |  |        |        |        |        |

### Quarts de finale
Les résultats des quarts de finale sont :
| Équipe                 | Aller   | Total         | Retour        | Équipe             |
| ---------------------- | ------- | ------------- | ------------- | ------------------ |
| TV Großwallstadt       | 23 – 21 | 38 – 45       | 15 – 24       | Dukla Prague       |
| Gladsaxe HG Copenhague | 11 – 27 | 23 – 49 ou 48 | 11 – 22 ou 21 | Atlético de Madrid |
| FH Hafnarfjörður       | 24 – 16 | 48 – 40       | 24 – 24       | Herschi Geleen     |
| Metaloplastika Šabac   | 24 – 19 | 44 – 37       | 20 – 18       | Steaua Bucarest    |

### Demi-finales
| Équipe               | Aller   | Total   | Retour  | Équipe           |
| -------------------- | ------- | ------- | ------- | ---------------- |
| Metaloplastika Šabac | 32 – 17 | 62 – 37 | 30 – 21 | FH Hafnarfjörður |
| Atlético de Madrid   | 16 – 14 | 33 – 32 | 17 – 18 | Dukla Prague     |

### Finale
La finale se déroule en match aller-retour et a vu le Metaloplastika Šabac remporter son premier titre.
| Équipe               | Aller   | Total   | Retour  | Équipe             |
| -------------------- | ------- | ------- | ------- | ------------------ |
| Metaloplastika Šabac | 19 – 12 | 49 – 32 | 30 – 20 | Atlético de Madrid |

La finale aller a eu lieu le 13 avril 1985 devant les 3000 spectateurs de la Hala sportova Zorka de Šabac, :
- Metaloplastika Šabac (19) : Mirko Bašić, Dejan Lukić – Zlatko Portner (2, ), Jasmin Mrkonja (6), Veselin Vujović (5, ), Veselin Vuković (1, ), Slobodan Kuzmanovski (), Mile Isaković (4), Jovica Cvetković, Pero Milošević (). Entraîneur : Aleksandar Pavlović.
- Atlético Madrid (12) : Lorenzo Rico (), Claudio Gómez – Agustín Milián (5), Cecilio Alonso (es) (3), Rafael López de León (es) (), Juan de la Puente (es) (1), Mikael Strøm (en) (1, ), Javier Reino (1), Manuel Novales (), Paco Parrilla (1, ), Luis García, Fernando. Entraîneur : Juan de Dios Román.
- Arbitres :  Nilsson et Webster.
- Évolution du score : 1-1, 2-3, 5-3, 7-6, 9-6 (mi-temps) ; 10-7, 13-7, 14-7, 15-8, 16-11, 19-12.

La finale retour a eu lieu le 20 avril 1985 devant les 10000 spectateurs du Palais des sports de Madrid :
- Atlético Madrid (20) : Lorenzo Rico, Claudio Gómez – Cecilio Alonso (es) (5), Mikael Strøm (en) (2, ), Rafael López de León (es), Luisón García (3), Javier Reino (2), Agustín Milián (3), Manuel Novales (1, ), Paco Parrilla (1), Chechu (3 dont 1 pén.), Juan de la Puente (es). Entraîneur : Juan de Dios Román.
- Metaloplastika Šabac (30) : Mirko Bašić, Dejan Lukić – Slobodan Kuzmanovski (2, ), Jasmin Mrkonja (8 dont 1 pén.), Zlatko Portner (1, ), Veselin Vujović (5, ), Dragan Tanašič (1), Mile Isaković (6 dont 4 pén.), Jovica Cvetković (2), Pero Milošević (), Veselin Vuković (3), Miroslav Ignjatović (2). Entraîneur : Aleksandar Pavlović.
- Arbitres :  Øyvind Bolstad et Terje Antonsen.
- Évolution du score : 2-2, 5-5, 6-9, 7-12, 9-15, 9-16 (mi-temps) ; 11-16, 13-17, 15-20, 16-23, 18-28, 20-30.

## Les champions d'Europe
| Champion d'Europe – Coupe des clubs champions 1984-1985 Metaloplastika Šabac 1er titre |

L'effectif du Metaloplastika Šabac était, :
- Mirko Bašić  (GB)
- Dejan Lukić (GB)
- Jovica Cvetković (en)
- Branislav Đukanović
- Miroslav Ignjatović
- Mile Isaković
- Slobodan Kuzmanovski
- Pero Milošević
- Jasmin Mrkonja (en)
- Zlatko Portner
- Vladica Spasojević
- Dragan Tanasić
- Veselin Vujović
- Veselin Vuković

 Entraîneurs :
- Aleksandar Pavlović
- Zoran Živković (adjoint)
- Petar Fajfrić (adjoint).